# 宇久盛長
宇久 盛長（うく もりなが）は、安土桃山時代の武将。

## 略歴
宇久氏は伊勢平氏の平清盛の弟・家盛あるいは清和源氏の武田有義の子・武田信弘の末裔とされる。肥前国松浦郡宇久島から興り、戦国時代には五島列島全域を掌握していった。
父・宇久盛重は五島を平定した宇久氏17代当主・盛定の次男で、父の代より幾久山を治める。朝鮮の役の際は、城代留守役となる。室の細子姫は美貌の持ち主で、五島を訪れた豊臣秀吉の家臣の目に留まり、このことを聞き及んだ秀吉は名護屋城の陣中への出仕を命じた。しかし、細子姫は、出仕の道中に貞節を守り自刃したという。